# Jon Olav Hjelde
Jon Olav Hjelde (Verdal, 30 aprile 1972) è un allenatore di calcio ed ex calciatore norvegese, di ruolo difensore, tecnico del Trygg/Lade.

## Biografia
Suo figlio Leo Hjelde, nato a Nottingham durante la sua militanza nel Nottingham Forest, è anch'egli un calciatore.

## Carriera

### Club
Hjelde cominciò la carriera con la maglia del Vuku, per poi essere ingaggiato dal Rosenborg. Diventò la riserva dei titolari Erik Hoftun e Bjørn Otto Bragstad, ma riuscì comunque a farsi notare dagli inglesi del Nottingham Forest, che ne acquistarono il cartellino.
Dopo sette stagioni in squadra, firmò per i sudcoreani del Busan I'Park. Dopo una sola stagione, però, tornò al Nottingham Forest. Una volta rientrato, però, giocò soltanto sporadicamente e fu congedato al termine di una sola stagione.
Hjelde si accordò allora con il Mansfield Town. Giocò al centro della difesa, assieme ad Alex Baptiste. Rimase in squadra per due anni, per tornare poi al Vuku nel 2008.